# Centro cultural Pablo Ruiz Picasso
El Centro Cultural Pablo Ruiz Picasso, también conocido como Antiguo Colegio de Huérfanos Ferroviarios es un inmueble del municipio de Torremolinos, provincia de Málaga, España, declarado Bien de Interés Cultural en 1990.

## Características
Se trata de un edificio construido en 1935, según el proyecto del arquitecto Francisco Alonso Martos, siguiendo los ideales progresistas imperantes durante la Segunda República, tanto en la finalidad de su uso original, orfanato, como en sus características arquitectónicas, correspondientes al Movimiento Moderno.
Está situado en el centro de un jardín elevado, con vista al mar. La puerta de entrada y los vanos se inscriben en la estética art decó, mientras que el resto del inmueble tienen características aerodinámicas, con excepción de algunos pequeños detalles decorativos de tradición vernácula andaluza.